# Monuments épigraphiques bulgares
Les monuments épigraphiques bulgares (en tchouvache : Пăлхар эпиграфика палăкĕсем, en tatar : Болгар эпиграфика табылдыкл ары) sont un ensemble de pierres tombales et d'épitaphes des XIIIe – XIVe siècles présents sur le territoire de l'ancien Ulus bulgare de la Horde d'Or. Les pierres tombales identifiées sont divisées en différentes catégories. D'un point de vue civilisationnel, il existe des pierres tombales musulmanes et arméniennes.

## Histoire
Les monuments épigraphiques bulgares remontent aux XIIIe et XIVe siècles. Ils doivent être considérés comme des sources documentées du Moyen Âge. Ces artéfacts, dans leur authenticité, donnent une matière riche sur les différents aspects de la vie sociale des gens de cette époque ; en effet sont indiqués les noms, titres honorifiques, titres spirituels, professions, généalogies des enterrés, toponymes et autres circonstances connexes.
Ce sont des trouvailles mais aussi des sources écrites qui permettent de juger de la ou des langues des peuples de l'époque.
L'écrit Bulgares et Tchouvaches (1902) de Nikolaj Ivanovič Ašmarine (en) a joué un rôle important dans la révélation de l'essence des monuments épigraphiques.

### En russe
- Булатов А.Б., Булгарские эпиграфические памятники XIII–XIV вв. Правобережье Волги // Эпиграфика Востока, XVI. – М.-Л.: Наука, 1963. – С. 56–71.
- Булатов А.Б., Эпиграфические памятники Закамья // Ученые записки НИИЯИИЭ. – Чебоксары, 1967. – С. 198–215.
- Каховский В. Ф., Булгарские памятники на территории Чувашии // История исследования археологических памятников в Чувашском Поволжье и материалы по антропологии чувашей. Чебоксары, 1995.
- Малов С.Е., Булгарские и татарские эпиграфические памятники // Эпиграфика Востока. – М.-Л., 1947. – Вып. I. – С. 38–45.
- Малов С.Е. Булгарская и татарская эпиграфика // Эпиграфика Востока. – М.- Л., 1948. – Вып. II. – p. 41–48.
- Милли (Прокопьев) А Н., Отчёт о поездке с целью фотографирования древнечувашских надгробных надписей в пределах Чебоксарского и Цивильского уездов (1925 г.) // НА ЧГИГН. Отд. I. Ед. хр. 20. Инв. No. 990. Л. 248–278.
- Михайлов Е. П. Фотоснимки надгробных камней, сделанные входе экспедиции 1984 г. в Комсомольском, Яльчикском, Батыревском, Шемуршинском районах Чувашской АССР // НА ЧГИГН. Отд. И. Ед. хр. 803. Инв. No. 7021.
- Мухаметшин Д. Г. Эпиграфические памятники Болгарского городища. Рукопись. / Архив ИА РАН. -Ф. Р-21. - Ед. хр. 2015.
- Хакимзянов Ф.С. Язык эпитафий волжских булгар. М.: Наука. 1978 206 с.
- Хакимзянов Ф. С. Эпиграфические памятники Волжской Булгарии и их язык / Отв. ред. Э. Р. Тенишев; АН СССР, Казан. фил., Ин-т яз., лит. и истории им. Г. Ибрагимова. — М. Наука, 1987. — 191 [1] с., ил.
- Хузангай А. П., БУЛГАРСКИЕ ЭПИГРАФИЧЕСКИЕ ПАМЯТНИКИ. — Статья в электронной чувашской энциклопедии.
- Юсупов Г. В., Введение в булгаро-татарскую эпиграфику. — М., Л.: Изд-во АН СССР, 1960. — 322 с.
- И.И. Гайнуллин, Х.М. Абдуллин, А.В. Касимов, А.М. Гайнутдинов, С.Р. Хамидуллин, Л.Н. Багаутдинова. Документирование булгаро-татарских эпиграфических памятников современными методами. // «Восток (Oriens)», 2023. No. 6, с. 29–41.

### En d'autres langues
- Әхметҗанов М.И.: Болгар теленен язмышы (эпиграфика материаллары буенча) // ТА. 1998
- Johannes Benzing (en), « Dаs Hunnische, Donaubolgarische and Wolgabolgarische », in: Philogiae Turcicae Fundamenta, Wiesbaden, 1959, Вd. I, p. 685–695.
- Johannes Benzing, « Dаs Tschuwaschische » // Turcicae Fundamenta, Wiesbaden, 1959, Вd. I, p. 695–751.
- Róna-Tas A., Fodor S., Epigraphica Bulgarica: A Volgai Bolgar – török feliratok, Szeged, 1973 ;
- Ligeti L. A magyar nelv török kapcsolatai a honfoglalás etőtt és az Árpádkorban. Budapest: Akadémiai Kiadó, 1986 602 I.
- Tekin T.: Volga Bulgar kitabeleri ve Volga Bulgarcasi. Ankara, 1988 ;
- Erdal M., Die Sprache der Wolgabulgarische Inschriften. Wiesbaden, 1993.
- Ceylan E.: Çuvaşça çok zamanli ses bilgisi. Ankara, 1997, 256 p.

## Autres images

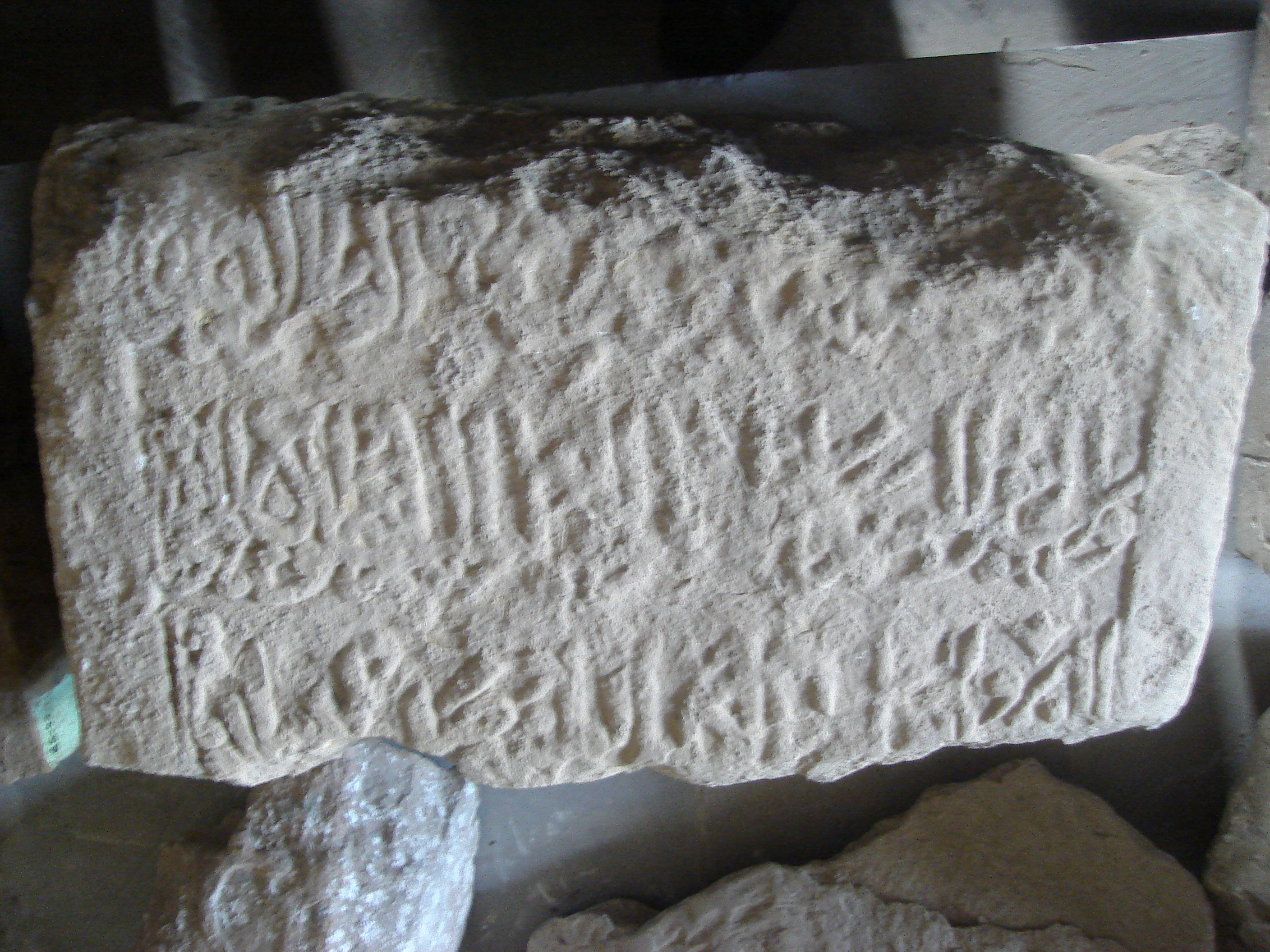
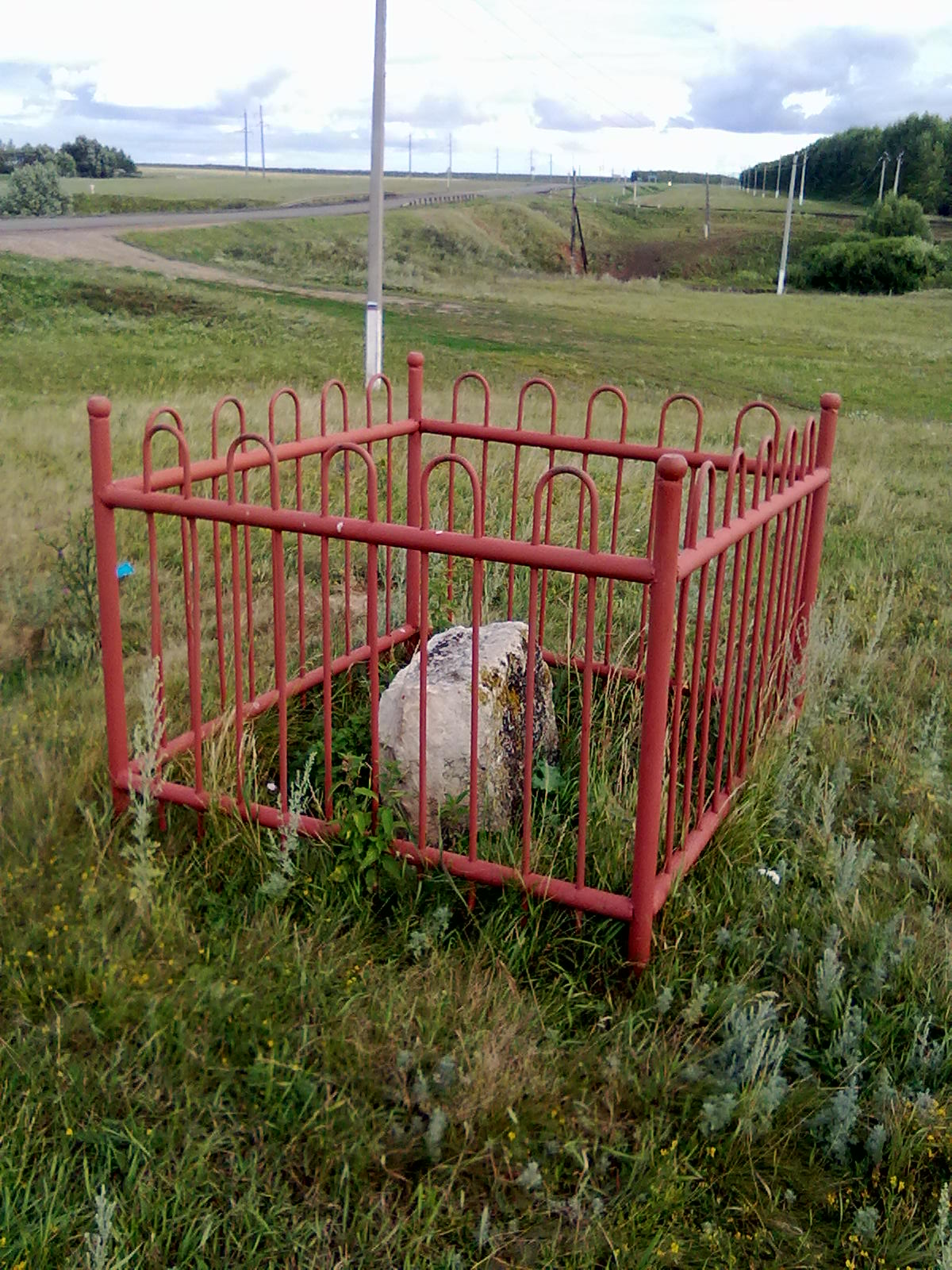
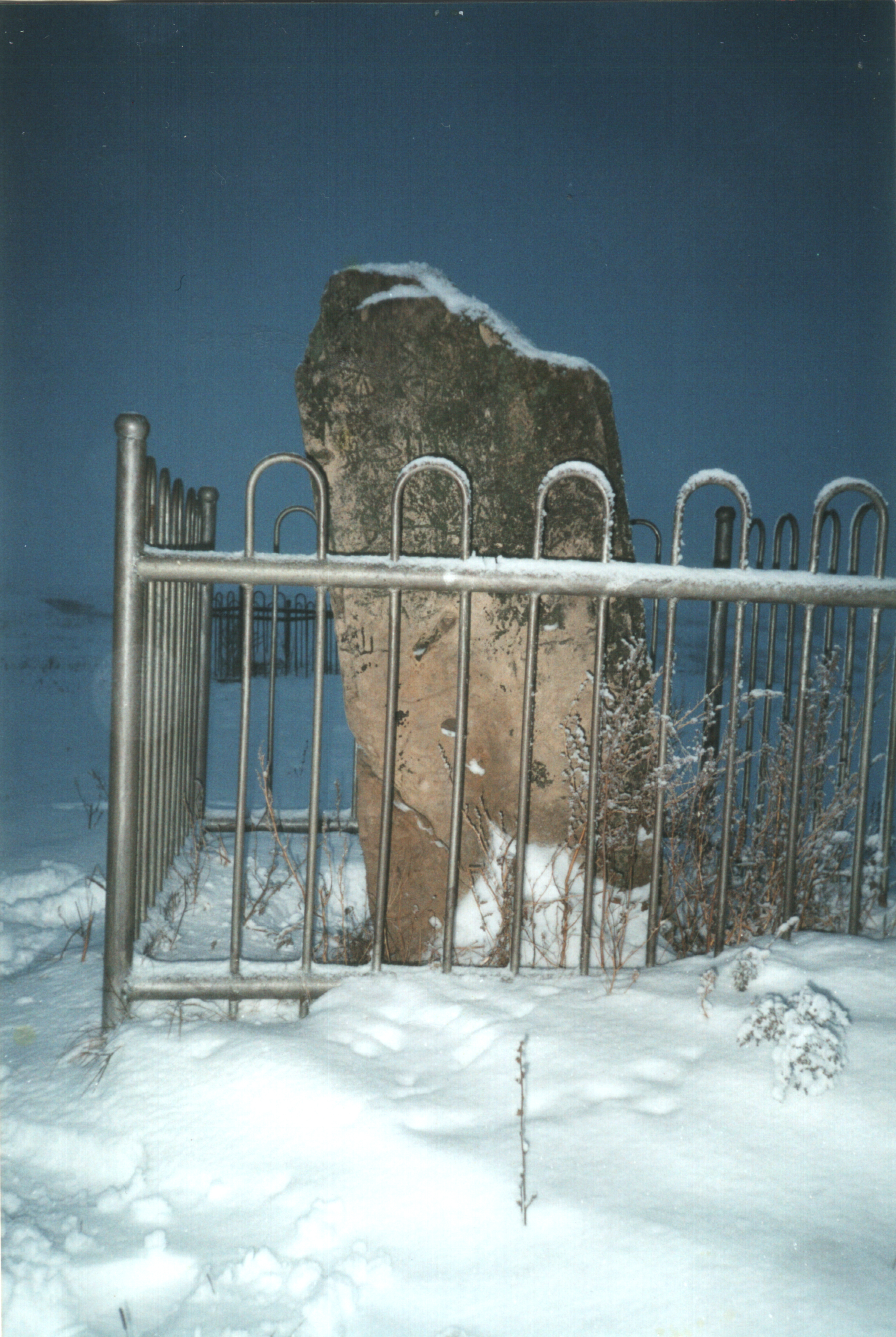
Pierre tombale de 1349 avec texte en arabe et en bulgare. Savrushi, district d'Aksubaevsky, Tatarstan.
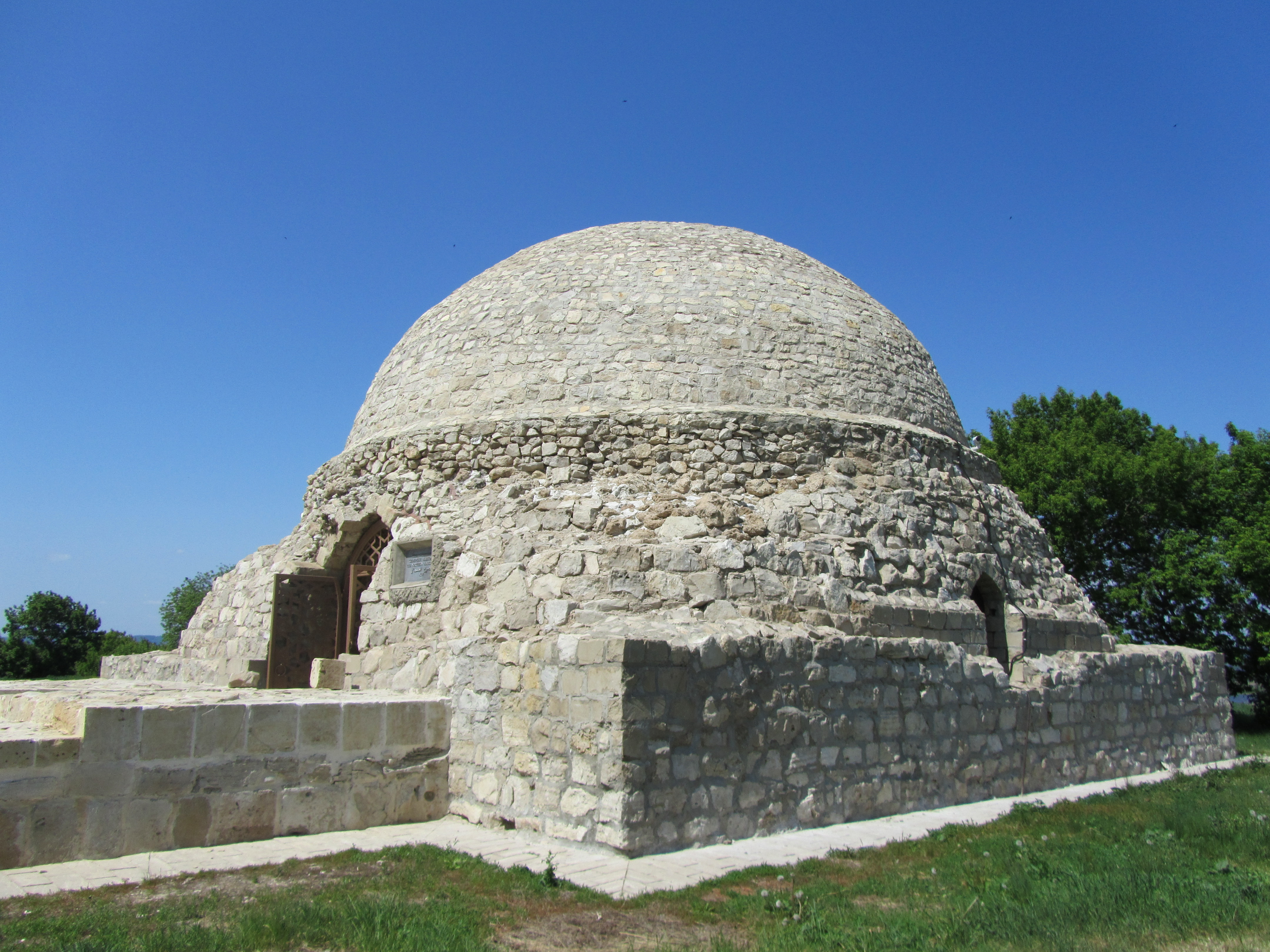
Mausolée du XIVe siècle, dans la colonie bulgare. À l'intérieur de ce bâtiment, sont rassemblées et exposées 26 pierres tombales des XIIIe et XIVe siècles
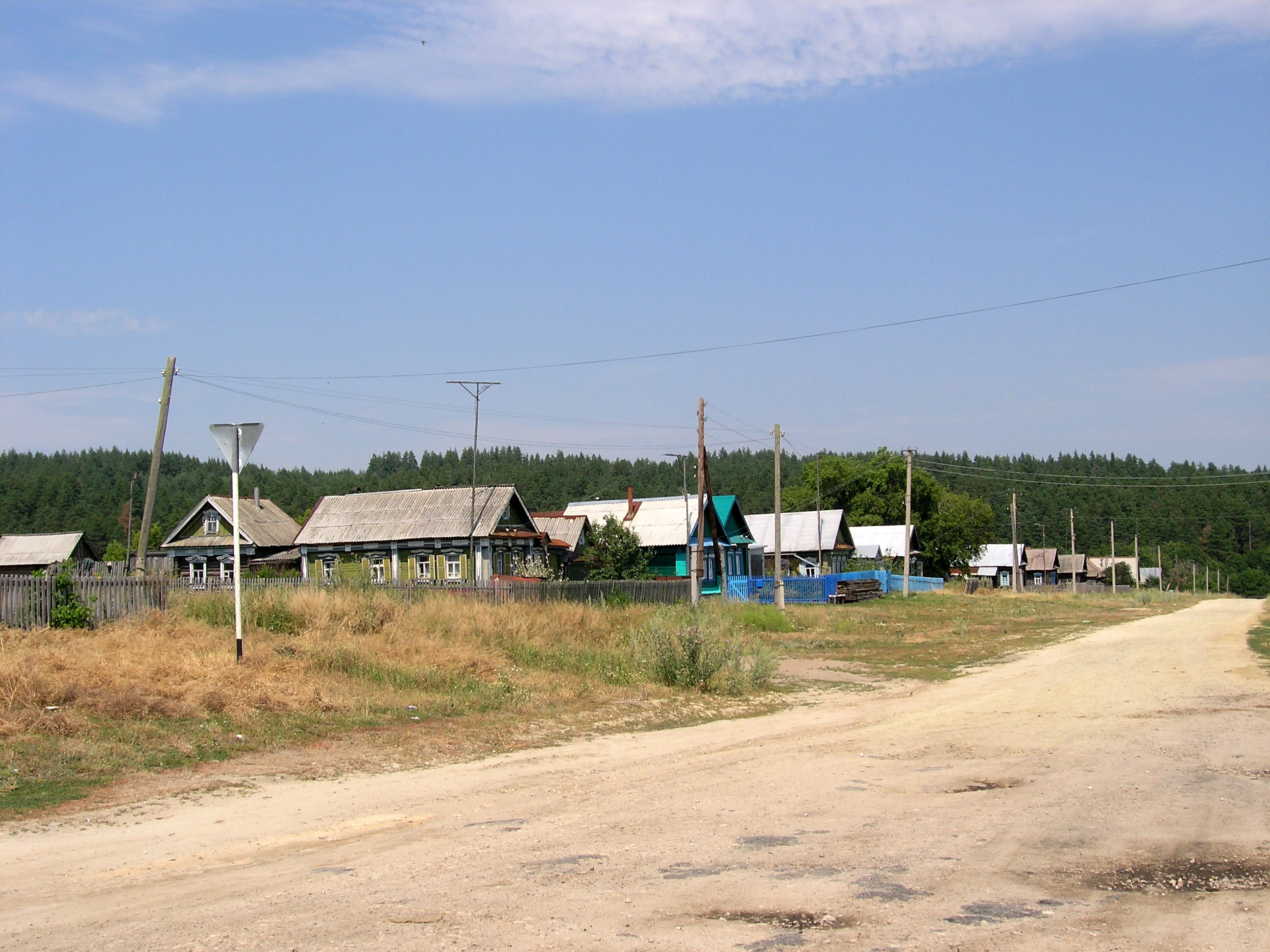
Le village de Smolkino (ru), avec beaucoup de pierres tombales
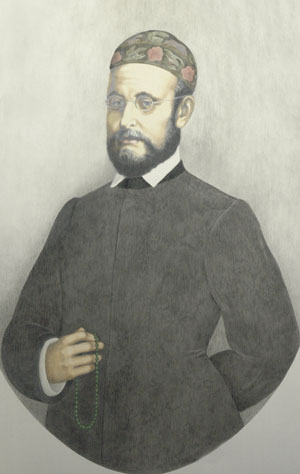
Hussein Feyzkhanov (en) (1823-1866). Il a fait pour la première fois une lecture des monuments épigraphiques bulgares à partir de documents en langue tchouvache (1863)
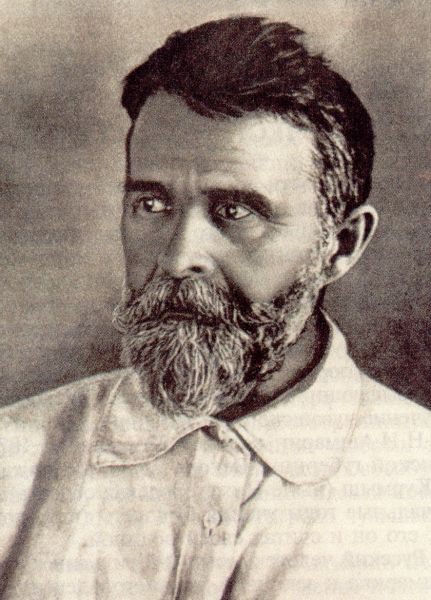
Nikolaj Ivanovič Ašmarine (en) , turcologue, chercheur en monuments épigraphiques bulgares, auteur de Les Bulgares et les Tchouvaches (Kazan, 1902)